# Allotrichia
Allotrichia is een geslacht van schietmotten uit de familie Hydroptilidae.

## Soorten
Deze lijst van 10 stuks is mogelijk niet compleet.
- A. ampullata Ulmer, 1912
- A. galaica MA Gonzalez & H Malicky, 1980
- A. heterocera L Navas, 1917
- A. laerma H Malicky, 1976
- A. marinkovicae H Malicky, 1977
- A. militsa H Malicky, 1992
- A. pallicornis (AE Eaton, 1873)
- A. succinica (HA Hagen, 1856)
- A. teldanica L Botosaneanu, 1974
- A. vilnensis M Raciecka, 1937